# Robert Blecker Wants Me Dead
 (novembre 2018).
Robert Blecker Wants Me Dead est un documentaire indépendant sur la justice rétributive de peine de mort (justice qui vise à punir l'acte par une punition proportionnelle) de l'avocat Robert Blecker et de sa relation avec Daryl Holton, un détenu du couloir de la mort qui a assassiné ses propres enfants, et qui a été exécuté par l'état du Tennessee en septembre 2007. Le film a été réalisé par Ted Schillinger et produit par Bruce David Klein.
Le film a été achevé en novembre 2007 et a fait sa première mondiale le 25 avril 2008, le Festival du Film Américain de Dallas, au Texas, en tant que films de la sélection officielle du festival,,. Le film fit aussi partie de la sélection officielle du Rhode Island Film Festival en 2008 et, en 2008, du Cork Film Festival. Il remporta la médaille d'Or du Prix Kahuna à l'Honolulu International Film Festival en 2009.
Robert Blecker Wants Me Dead est sorti en salle le 27 février 2009. Le New York Times indiqua alors que le film était "irrésistible" et le Film Journal International l'a qualifié de "captivant.", Le Washington Post l'a décrit comme un regard fascinant sur "la grande marge de manœuvre entre le fait d'être pour la peine de mort et le fait d'être contre." Le film a fait sa première à la télévision le 19 avril 2009, sur MSNBC. Il sortit sur DVD en 2010.